# Iwan Griszyn (polityk)
Iwan Timofiejewicz Griszyn (ros. Иван Тимофеевич Гришин, ur. 18 lipca 1911 we wsi Chworoszczowka k. Skopina, zm. 23 grudnia 1985 w Moskwie) – radziecki polityk, zastępca ministra handlu zagranicznego ZSRR w latach 1959-1985.
Od 1931 w WKP(b), sekretarz miejskiego komitetu Komsomołu w Nogińsku, potem obwodowego komitetu Komsomołu w Riazaniu, 1939-1940 zastępca przewodniczącego komisji kontroli partyjnej przy KC WKP(b), 1940-1941 pełnomocnik tej komisji na obwód nowosybirski. Od 16 stycznia 1942 do 8 grudnia 1945 przewodniczący komitetu wykonawczego rady obwodowej w Nowosybirsku, 1945-1948 studiował w Wyższej Szkole Partyjnej przy KC WKP(b), 1948-1949 II sekretarz, a od stycznia 1949 do grudnia 1955 I sekretarz obwodowego komitetu WKP(b)/KPZR w Stalingradzie (obecnie Wołgograd). Od 14 października 1952 do 17 października 1961 członek KC KPZR. Od 11 grudnia 1955 do 20 lutego 1960 ambasador nadzwyczajny i pełnomocny w Czechosłowacji. Od 1959 do śmierci wiceminister handlu zagranicznego ZSRR. Deputowany do Rady Najwyższej ZSRR od 2 do 4 kadencji.

## Odznaczenia
- Order Lenina (trzykrotnie)
- Order Rewolucji Październikowej
- Order Czerwonego Sztandaru Pracy (pięciokrotnie)